# 체스터 A. 아서 행정부
체스터 A. 아서의 제21대 미국 대통령 임기는 1881년 9월 19일 제임스 A. 가필드 대통령의 암살로 그가 대통령직을 승계하면서 시작되어 1885년 3월 4일에 끝났다. 공화당원인 아서는 대통령직을 승계했을 때 199일 동안 부통령이었다. 임기 말 건강이 좋지 않고 당의 전폭적인 지지를 받지 못했던 아서는 1884년 대통령 선거에서 공화당 대통령 후보 지명을 위해 형식적인 노력만 했다. 그의 뒤를 이어 민주당원 그로버 클리블랜드가 대통령이 되었다.
1880년 공화당 전당대회에서 율리시스 S. 그랜트의 3선 지지자들은 아서가 공화당의 스털워트 파벌과 연관되어 있었기 때문에 1880년 미국 대통령 선거에서 제임스 A. 가필드의 다크호스 후보의 러닝메이트로 아서를 선택했고, 아서는 뉴욕시의 정치 기계 정치인이라는 평판을 극복하기 위해 고군분투했다. 놀랍게도 그는 미국 공무원 개혁의 대의를 받아들였고, 그의 펜들턴법 옹호와 시행은 그의 행정부의 핵심이 되었다. 엽관제가 정치에서 여전히 강력한 힘을 발휘했지만, 펜들턴법은 이후 수십 년 동안 나타날 전문 공무원 제도의 기반을 마련했다. 예산 흑자에 직면하여 아서는 1883년 관세법에 서명하여 관세를 인하했다. 그는 또한 연방 자금을 자신이 생각하기에 과도한 방식으로 할당했을 법한 하천 및 항만법에 거부권을 행사했고, 미국 해군을 위한 건조 프로그램을 감독했다. 대법원이 1875년 시민권법을 폐지한 후 아서는 아프리카계 미국인을 보호하기 위한 새로운 시민권법을 선호했지만, 새로운 법안의 통과를 얻지 못했다. 대외 정책에서 아서는 라틴아메리카와의 경제적, 정치적 관계 강화를 추구했지만, 그의 제안된 많은 무역 협정은 미국 상원에서 부결되었다.
1884년 공화당 전당대회는 아서 대신 제임스 G. 블레인을 선출했지만, 클리블랜드는 1884년 대통령 선거에서 블레인을 물리쳤다. 아서의 건강 악화와 정치적 성향이 결합하여 그의 행정부가 현대적인 대통령직보다 덜 활동적이었음에도 불구하고, 그는 재임 중 견고한 성과로 동시대인들로부터 찬사를 받았다. 언론인 알렉산더 매클루어는 나중에 "체스터 앨런 아서만큼 심오하고 광범위하게 불신받으며 대통령직에 오른 사람은 없었으며, 정치적 친구와 적 모두에게 더 일반적으로 존경받으며 물러난 사람도 없었다."고 썼다. 사망 이후 아서의 명성은 대중의 의식에서 거의 사라졌다. 일부는 그의 유연성과 개혁 수용 의지를 칭찬했지만, 오늘날의 역사가와 학자들은 일반적으로 그를 평균 이하의 대통령으로 평가한다. 아서는 역사적으로 모든 철강선으로 미국 해군의 부흥을 시작한 공로를 인정받고 있다.

## 배경
체스터 A. 아서는 1829년에 태어나 버몬트주에서 노예제 폐지론자인 아버지 밑에서 침례교인으로 자랐다. 아서는 유니온 칼리지에 다니며 변호사가 되었고 휘그당 (나중에 공화당) 정치인이 되었다. 젊은 뉴욕 변호사로서 아서는 두 가지 중요한 시민권 사건에 참여했고 아프리카계 미국인을 옹호했다. 1861년, 남북 전쟁 중에 아서는 뉴욕 병참감으로 승진했다. 전쟁 후 아서는 공화당 상원의원 로스코 콩클링의 "수석 부관"이 되었다. 아서는 1871년에 뉴욕 세관장 직책으로 보상받았다. 이 수익성 좋은 직책은 아서를 부유한 사람으로 만들었고 그는 "신사 상사"로 알려져 있었다. 아서는 와인, 고급 음식, 시가, 화려한 옷, 여가 시간을 위한 고급스러운 취향을 발전시켰다. 그러나 1878년에 개혁 지향적인 헤이스 대통령은 콩클링 스털워트를 약화시키기 위해 아서를 세관장 직책에서 해고했다.

## 1880년 선거

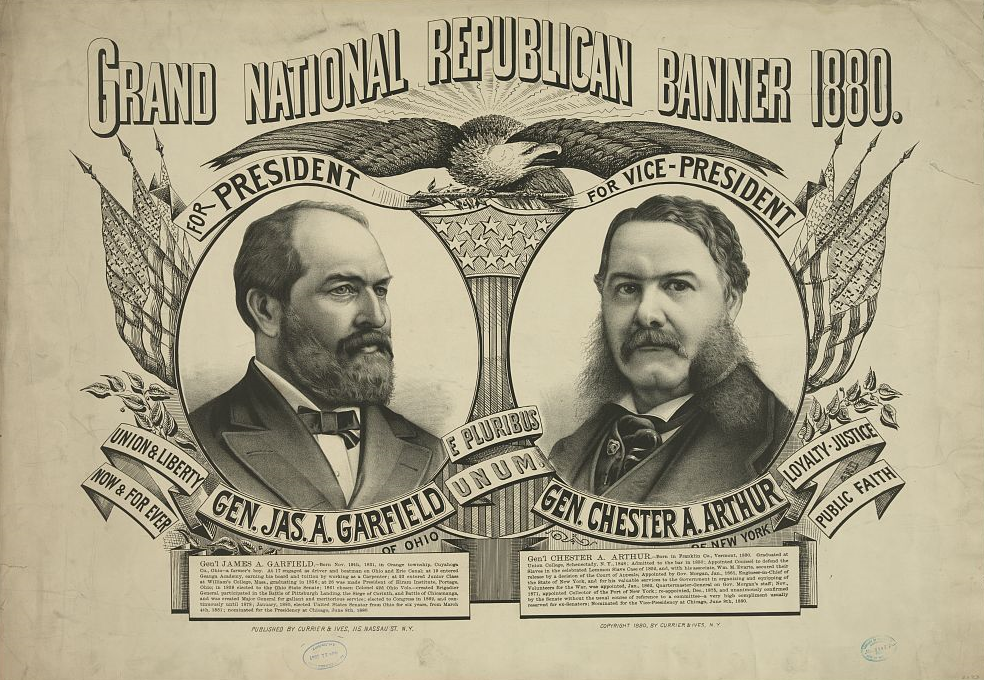

러더퍼드 B. 헤이스 대통령이 1880년 재선에 불출마하기로 결정한 후, 여러 후보들이 1880년 공화당 전당대회에서 대통령 후보 지명을 놓고 경쟁했다. 전당대회는 전직 대통령 율리시스 S. 그랜트 지지자들과 제임스 G. 블레인 상원의원 지지자들 사이에 교착 상태에 빠졌고, 그 결과 제임스 A. 가필드라는 다크호스 후보가 지명되었다. 가필드는 그랜트의 3선 출마에 반대하는 "하프브리드" 공화당원들과 연관되어 있었다. 가필드는 자신의 출마를 중심으로 공화당을 통합하기를 희망하며, 당의 스털워트 파벌의 지도자인 뉴욕 상원의원 로스코 콩클링의 추종자를 자신의 러닝메이트로 선택하기로 결정했다. 공화당은 콩클링과 밀접한 관계에 있는 전 뉴욕항 세관장이었던 아서를 빠르게 선택했다. 가필드-아서 티켓은 1880년 대통령 선거에서 승리했지만, 취임 후 가필드는 임명 및 기타 문제로 콩클링과 충돌했다. 아서의 콩클링에 대한 지속적인 충성심은 가필드 행정부 내에서 그를 소외시켰고, 1881년 5월 상원이 휴회한 후 아서는 고향인 뉴욕으로 돌아왔다.

## 취임

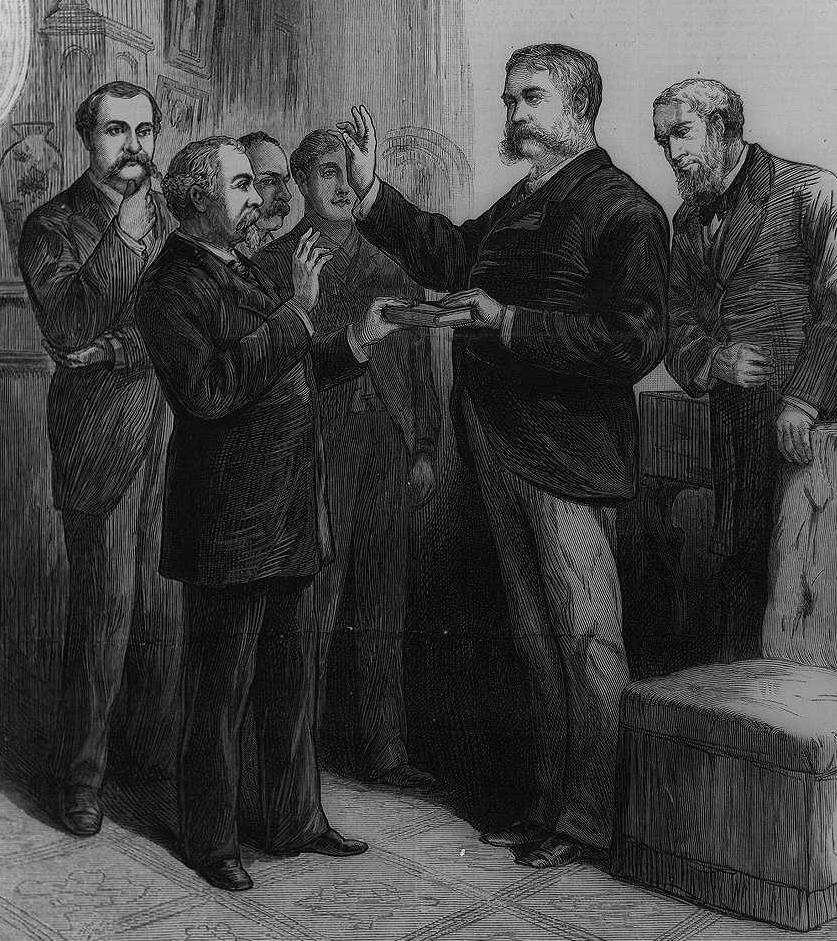
1881년 9월 20일 뉴욕시 아서 자택에서 존 R. 브래디 판사가 주관한 아서의 취임 선서

1881년 7월 2일, 아서는 가필드가 총격으로 심각한 부상을 입었다는 소식을 들었다. 총격범인 찰스 기토는 가필드의 후임자가 자신을 엽관직에 임명할 것이라고 믿는 정신 이상자였다. 그가 기토를 거의 알지 못했음에도 불구하고, 아서는 자신이 암살 배후에 있었다는 의혹을 해소해야 했다. 그는 가필드가 살아있는 동안 대통령으로서 행동하는 모습을 보이는 것을 꺼렸고, 총격 후 몇 달 동안 가필드가 죽음의 문턱에 있고 아서가 여전히 뉴욕에 있는 동안 행정부에는 권력 공백이 있었다. 많은 사람들이 아서의 대통령직에 대해 걱정했다. 경력 초기에 아서를 지지했던 《뉴욕 타임스》는 "아서는 그 직책에 적합하다고 여겨지는 마지막 사람에 가깝다"고 썼다. 가필드는 9월 19일에 사망했고, 뉴욕 대법원의 존 R. 브래디 판사는 9월 20일 오전 2시 15분에 뉴욕시 아서 자택에서 아서에게 취임 선서를 주관했다. 뉴욕을 떠나기 전, 아서는 상원 특별 회의를 소집하는 선언문을 작성하여 백악관에 우편으로 보내는 방식으로 대통령 계승 순위를 확보했으며, 이를 통해 상원이 임시의장을 선출할 수 있도록 하여 대통령 계승 순위에서 첫 번째가 되도록 했다.
9월 22일, 아서는 이번에는 모리슨 R. 웨이트 대법원장 앞에서 다시 취임 선서를 했다. 그는 절차 준수를 확실히 하기 위해 이 단계를 밟았다. 주 법원 판사인 브래디가 연방 취임 선서를 주관할 수 있는지에 대한 의문이 남아 있었다. 아서는 백악관 개조를 명령하고 1881년 12월 백악관으로 이사할 때까지 존 P. 존스 상원의원의 자택에 거주했다. 아서가 홀아비였기 때문에 그의 누이인 메리 아서 맥켈로이가 사실상 영부인 역할을 했다. 아서는 성장하는 국가(1860년 인구 3천만 명에서 1880년 5천만 명으로 증가)를 인수했으며, 예산 흑자와 당시 강대국들과 평화로운 관계를 유지했다.
아서의 출생지와 그가 공화당 대통령 후보 자격이 있는지에 대한 논란이 있었다. 뉴욕 변호사 아서 P. 힌먼은 아서가 영국 신민으로 태어났다고 비난했다. 힌먼은 아서가 캐나다에서 영국인 아버지와 미국인 어머니 사이에서 태어났다고 주장했다. 그러나 《뉴욕 선》은 아서가 취임 선서를 한 다음 날 힌먼의 주장이 거짓임을 증명하는 기사를 게재하여 아서의 출생에 대해 대중을 안심시켰다. 이 논란은 미국 헌법 제2조 제1항에서 “이 헌법이 채택될 당시 미국에서 태어난 시민 외에는 어떤 사람도 대통령직에 적합하지 않다...”고 명시하고 있기 때문에 발생했다.

## 행정부
아서는 재빨리 가필드의 내각과 갈등을 겪었는데, 그들 대부분은 당 내의 반대 파벌을 대표했다. 동시에 그는 콩클링과 거리를 두었고, 개혁가들과 당 충성파 모두에게 호평을 받는 관리들을 임명하려고 노력했다. 아서는 의회가 다시 소집되는 1881년 12월까지 가필드의 내각 구성원들이 남아 있도록 요청했지만, 재무장관 윌리엄 윈덤은 10월에 고향인 미네소타에서 상원 경선에 출마하기 위해 사임했다. 아서는 윈덤의 후임으로 자신의 친구이자 뉴욕 스톨워트파 동료인 찰스 J. 폴거를 선택했다. 다음으로 웨인 맥베이 법무장관이 사임했는데, 그는 개혁가로서 아서 내각에 있을 곳이 없다고 생각했다. 아서는 맥베이를 필라델피아 변호사이자 개혁주의 성향으로 알려진 정치 기계 정치인 벤저민 H. 브루스터로 교체했다. 공화당의 하프브리드 파벌의 주요 지도자 중 한 명인 블레인 국무장관도 12월에 사임했다.
콩클링은 아서가 자신을 블레인 대신 임명할 것으로 기대했는데, 그는 아서의 경력 대부분 동안 그의 후원자였다. 그러나 대통령은 전직 그랜트 대통령이 추천한 뉴저지 출신의 스털워트파인 프레더릭 T. 프렐링하이센을 선택했다. 프렐링하이센은 아서에게 미래의 공석을 스털워트파로 채우지 말라고 조언했지만, 아서는 1882년 1월 토마스 레뮤엘 제임스 우정청장이 사임한 후 그의 후임으로 위스콘신 스털워트파인 티모시 O. 하우를 선택했다. 1882년 4월에 윌리엄 H. 헌트 해군장관이 다음으로 사임했고, 아서는 블레인이 추천했던 윌리엄 E. 챈들러를 임명하여 하프브리드파를 달래려 했다. 마지막으로 같은 달 사무엘 J. 커크우드 내무장관이 사임하자 아서는 콜로라도 스털워트파인 헨리 M. 텔러를 그 직책에 임명했다. 아서가 가필드로부터 물려받은 내각 구성원 중 로버트 토드 링컨 육군장관만이 아서의 임기 내내 남아 있었다.

## 사법부 임명
아서는 미국 연방 대법원의 두 공석을 채우기 위해 임명을 단행했다. 첫 번째 공석은 1881년 7월 남북 전쟁 이전부터 대법원 의원이었던 민주당원 네이선 클리퍼드 대법관의 사망으로 발생했다. 아서는 클리퍼드를 대신하여 매사추세츠 대법원의 저명한 법학자인 호레이스 그레이를 지명했고, 이 지명은 쉽게 승인되었다. 그레이는 1902년까지 대법원에 재직했다. 두 번째 공석은 1882년 1월 워드 헌트 대법관이 은퇴하면서 발생했다. 아서는 처음에는 자신의 옛 정치적 보스인 로스코 콩클링을 지명했다. 그는 콩클링이 수락할지 의심했지만, 옛 후원자에게 고위직을 제안할 의무가 있다고 생각했다. 상원은 지명을 승인했지만, 예상대로 콩클링은 거절했다. 이는 승인된 지명자가 임명을 거절한 마지막 사례였다. 조지 에드먼즈 상원의원이 아서의 다음 선택이었지만, 그는 고려되는 것을 거절했다. 대신 아서는 지난 4년 동안 제2 순회 항소 법원 판사로 재직했던 사무엘 블래치포드를 지명했다. 블래치포드는 수락했고, 그의 지명은 2주 이내에 상원에서 승인되었다. 블래치포드는 1893년 사망할 때까지 대법원에서 근무했다.
두 명의 대법원 임명 외에도 아서는 4명의 순회 법원 판사와 14명의 지방 법원 판사도 임명했다.

## 공무원 개혁

### 펜들턴법

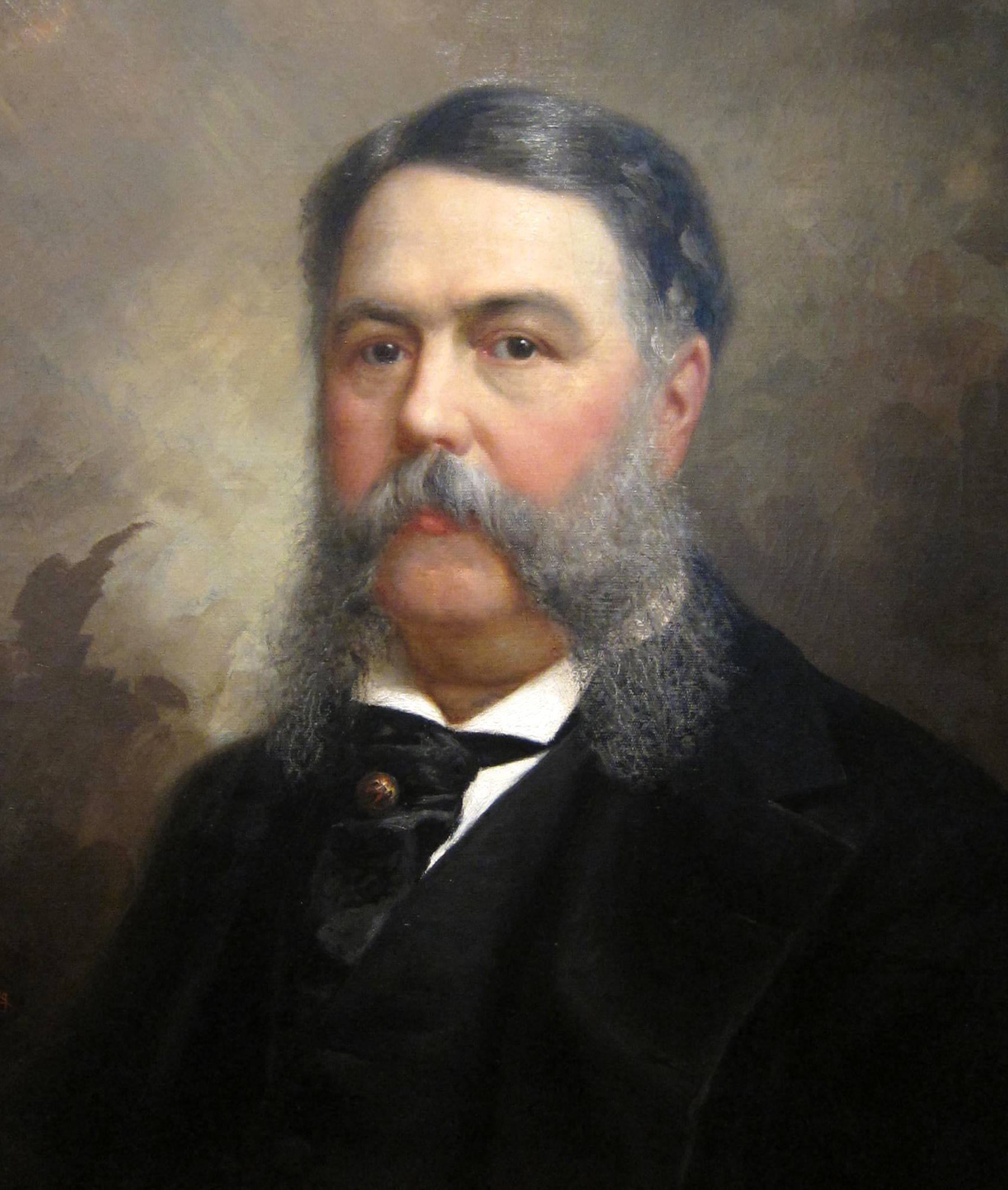
올레 페테르 한센 발링의 1881년 체스터 A. 아서 초상화

1880년대 초 미국 정치는 엽관제를 기반으로 운영되었는데, 이는 승리한 후보가 충성스러운 지지자, 가족, 친구들을 정부 공무원 직책에 임명하여 보상하는 정치적 후원 관행이었다. 그랜트 행정부의 부패 이후 공무원 개혁을 요구하는 운동이 일어났다. 1880년 오하이오주의 민주당 상원의원 조지 H. 펜들턴은 시험을 통해 능력에 따라 공무원을 선발하도록 요구하는 법안을 제출했다. 이 법안은 통과되지 못했지만, 정신 이상자에 의한 가필드 암살은 개혁에 대한 대중의 요구를 증폭시켰다. 1881년 말, 아서는 첫 연례 의회 연설에서 공무원 개혁 법안을 요청했고, 펜들턴은 다시 법안을 제출했지만 다시 통과되지 못했다.
그리고 1882년 의회 선거에서 공화당은 참패를 겪었다. 민주당은 개혁을 내세워 선거 운동을 벌였고, 공화당 현직 의원 40명을 물리치고 총 70석을 확보하여 하원 다수당 지위를 잃었다. 이 패배는 1882년 의회의 레임덕 회기 동안 많은 공화당원들이 개혁 제안을 지지하도록 설득하는 데 도움이 되었다. 상원은 이 법안을 38대 5로 승인했고 하원은 곧 155대 47로 동의했다. 아서는 1883년 1월 16일 펜들턴법에 서명하여 법으로 제정했다. 이 법안은 공무원 시험을 감독하고 정치적 임명자가 임명 대가로 해당 정당에 지불해야 하는 수수료인 "평가"의 사용을 불법화하기 위한 공무원 위원회를 만들었다. 이러한 개혁은 이전에 아서가 뉴욕항 세관장으로 재직하던 시절 그를 조사했던 제이 위원회에 의해 제안된 바 있었다. 불과 2년 만에 회개하지 않는 스털워트파가 오랫동안 기다려온 공무원 개혁을 주도한 대통령이 되었다.
아서가 펜들턴 공무원 개혁법에 서명한 후에도 법 지지자들은 아서의 개혁 의지에 대해 의구심을 품었다. 이 법은 처음에 연방 직업의 10%에만 적용되었고, 대통령의 적절한 시행 없이는 나머지 공무원 직책에 영향을 미치지 않았을 것이다. 비평가들의 예상과 달리 아서는 신설된 공무원 위원회 위원으로 개혁가인 도먼 브리지맨 이튼, 존 밀턴 그레고리, 리로이 D. 도먼을 신속하게 임명했다. 수석 심사관인 실라스 W. 버트는 뉴욕 세관에서 일할 때 아서의 반대자였던 오랜 개혁가였다. 위원회는 1883년 5월 첫 규칙을 발표했으며, 1884년까지 모든 우편 공무원의 절반과 세관 서비스 직책의 4분의 3이 능력에 따라 부여되어야 했다. 아서는 새로운 시스템에 만족감을 표하며, "유능하고 충실한 공무원을 확보하고 정부의 임명 책임자들이 개인적인 압력과 공직 경쟁 후보자들의 주장과 허세를 검토하는 수고로부터 보호하는 데 효과적"이라고 칭찬했다. 주 엽관 시스템과 수많은 연방 직책은 이 법의 영향을 받지 않았지만, 카라벨은 펜들턴법이 전문 공무원 제도와 현대 관료 국가의 탄생에 중요한 역할을 했다고 주장한다. 이 법은 또한 정당들이 부유한 기부자들과 같은 새로운 캠페인 자금원을 찾아야 했기 때문에 선거 자금 조달에 큰 변화를 가져왔다.

### 스타 루트 스캔들
1870년대 후반과 초반, 대중은 스타 우편 노선 계약자들이 전 상원의원 스티븐 월리스 도시를 비롯한 정부 관리들의 공모로 서비스에 대해 엄청난 초과 지급을 받은 스타 루트 스캔들에 대해 알게 되었다. 아서가 대통령이 되기 전에 도시와 긴밀히 협력했지만, 일단 취임하자 그는 조사를 지지하고 스캔들에 연루된 것으로 의심되는 관리들의 사임을 강요했다. 1882년 주모자들에 대한 재판 결과, 두 명의 하급 공모자들은 유죄 판결을 받았고 나머지는 배심원단이 결정을 내리지 못했다. 한 배심원이 피고인들이 자신에게 뇌물을 주려 했다는 의혹을 제기하자, 판사는 유죄 평결을 취소하고 재심을 허락했다. 두 번째 재판이 시작되기 전, 아서는 전 상원의원을 포함하여 변호인 측에 동정적인 5명의 연방 공무원을 해임했다. 두 번째 재판은 1882년 12월에 시작되어 1883년 7월까지 계속되었으며, 다시 유죄 평결로 이어지지 않았다. 유죄 판결을 얻지 못한 것은 행정부의 이미지를 손상시켰지만, 아서는 사기를 중단시키는 데 성공했다.

## 흑자와 관세
전시 세금에서 남은 높은 수입으로 인해 연방 정부는 1866년 이후 지출보다 더 많은 수입을 거두었으며, 1882년에는 흑자가 1억 4,500만 달러에 달했다. 예산 흑자를 줄이는 방법에 대한 의견은 다양했다. 민주당은 관세를 낮춰 흑자를 줄이는 것을 선호했는데, 이는 결과적으로 수입품 비용을 줄일 것이었다. 공화당은 높은 관세가 제조업 및 광업에서 높은 임금을 보장한다고 믿었으며, 내부 개선에 더 많은 지출을 하고 물품세를 인하하여 흑자를 줄이는 것을 선호했다. 관세에 대한 논쟁은 각 이익 집단이 자신들의 특정 분야에 대한 높은 관세를 선호한다는 사실로 인해 복잡해졌다. 예를 들어, 많은 남부인들은 일반적으로 낮은 관세를 선호했지만, 남부의 주요 작물인 면섬유에 대한 높은 관세를 선호했다. 이러한 상충되는 이해관계는 다양한 수입품에 대해 다른 요율을 부과하는 복잡한 관세 시스템의 발전을 이끌었다.
아서는 자신의 당에 동의하며 1882년에 주류를 제외한 모든 물품에 대한 소비세 폐지와 복잡한 관세 구조의 단순화를 요구했다. 1882년 5월, 펜실베이니아의 윌리엄 D. 켈리 하원의원이 관세 위원회 설립 법안을 제출했다. 아서는 이 법안에 서명하여 법으로 제정하고 대부분 보호무역주의자를 위원회에 임명했다. 공화당은 위원회의 구성에 만족했지만, 1882년 12월 위원회가 평균 20%에서 25%의 관세 인하를 요구하는 보고서를 의회에 제출하자 놀랐다. 그러나 위원회의 권고는 하원 세입세출위원회가 보호무역주의자들의 지배를 받으면서 무시되었고, 10%의 관세 인하를 제공하는 법안을 통과시켰다. 상원과의 회의 후, 등장한 법안은 관세를 평균 1.47%만 인하했다. 이 법안은 1883년 3월 3일, 제47대 의회의 마지막 날에 양원을 간신히 통과했다. 아서는 이 법안에 서명하여 법으로 제정했지만, 이는 예산 흑자에 아무런 영향을 미치지 않았다.
의회는 1882년 하천 및 항만법에 대한 지출을 전례 없는 1,900만 달러로 늘림으로써 예산의 다른 쪽을 균형 맞추려 했다. 아서는 내부 개선에 반대하지는 않았지만, 법안의 규모와 그가 "특정 지역"에만 초점을 맞추고 국가의 더 큰 부분에 이익이 되는 프로젝트에는 초점을 맞추지 않았다고 본 것에 대해 우려했다. 1882년 8월 1일, 아서는 이 법안에 거부권을 행사하여 광범위한 대중의 찬사를 받았다. 그의 거부권 메시지에서 그의 주요 반대는 이 법안이 "공동 방어 또는 일반 복지를 위한 것이 아니며, 주들 간의 상업을 증진하지 않는" 목적으로 자금을 할당했기 때문이라는 것이었다. 의회는 다음 날 그의 거부권을 무효화했고 새로운 법은 흑자를 1,900만 달러 줄였다. 공화당은 당시 이 법을 성공으로 간주했지만, 나중에 1882년 선거에서 의석 손실에 기여했다고 결론 내렸다.

## 외교 및 이민

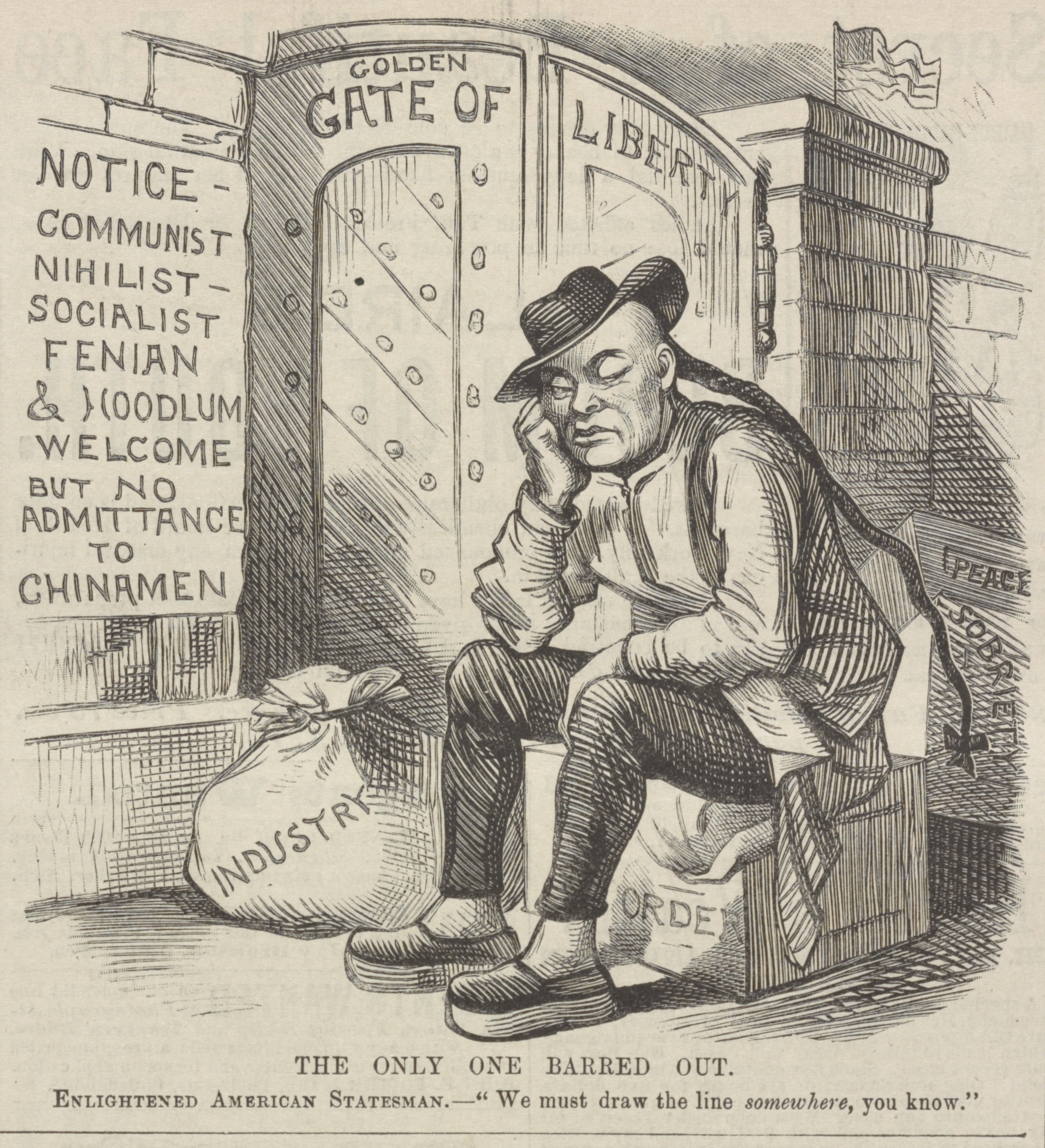
1882년의 정치 만화, 중국인 배척을 비판하는 내용

가필드와 아서 행정부의 짧은 임기 동안 제임스 G. 블레인 국무장관은 라틴아메리카 외교를 활성화하려 노력했으며, 상호 무역 협정을 촉구하고 라틴아메리카 국가 간 분쟁을 중재할 것을 제안했다. 블레인은 이 지역에 대한 미국의 개입 증대가 서반구에서 증가하는 유럽(특히 영국)의 영향력을 견제할 것이라고 기대했다. 블레인은 1882년 무역과 태평양 전쟁 종식을 논의하기 위해 범미주 회의를 제안했지만, 1881년 말 블레인이 프렐링하이센으로 교체된 후 회의 노력은 중단되었다. 반면 아서와 프렐링하이센은 서반구 국가들 간의 무역을 장려하려는 블레인의 노력을 계속했다. 상호 관세 인하를 규정하는 멕시코와의 조약은 1882년에 서명되어 1884년에 상원에서 승인되었다. 그러나 조약을 발효시키기 위한 법안은 하원에서 부결되었다. 산토도밍고 및 스페인의 아메리카 식민지와의 상호 무역 조약에 대한 유사한 노력은 1885년 2월까지 좌절되었고, 하와이 왕국과의 기존 상호 협정은 만료되도록 허용되었다. 미국이 니카라과를 통해 대서양과 태평양을 연결하는 운하를 건설할 수 있도록 허용했을 프렐링하이센-사발라 조약 또한 상원에서 부결되었다.
제47대 의회는 이민 문제에 많은 시간을 할애했다. 1882년 7월, 의회는 미국으로 이민자를 태운 증기선을 규제하는 법안을 쉽게 통과시켰다. 예상외로 아서는 이에 거부권을 행사하고 수정을 요청했으며, 의회는 수정을 가했고 아서는 이를 승인했다. 아서는 또한 미국으로 오는 이민자에게 50센트의 세금을 부과하고, 정신 질환자, 지적 장애인, 범죄자, 또는 공공 지원에 의존할 가능성이 있는 다른 모든 사람의 입국을 금지하는 1882년 이민법에 서명했다.
중국인 이민은 1870년대와 1880년대의 주요 정치적 쟁점이었으며, 제47대 의회에서 논쟁의 대상이 되었다. 아서가 취임했을 때 미국에는 25만 명의 중국인 이민자가 있었고, 그들 대부분은 캘리포니아에 살면서 농부나 노동자로 일했다. 1868년 1월, 상원은 중국과의 벌링게임 조약을 비준하여 중국인의 자유로운 미국 유입을 허용했다. 1873년 공황 이후 경제가 어려워지자 많은 미국인들은 중국인 이민자들이 노동자 임금을 낮춘다고 비난했다. 1879년, 러더퍼드 B. 헤이스 대통령은 벌링게임 조약을 폐지했을 중국인 배척법에 거부권을 행사했다. 3년 후, 중국이 조약 수정에 동의하자 의회는 다시 중국인 이민자를 배척하려 했다. 캘리포니아의 존 F. 밀러 상원의원은 중국인 이민자에게 미국 시민권을 부인하고 20년 동안 이민을 금지하는 또 다른 중국인 배척법을 제출했다. 밀러의 법안은 상원과 하원에서 압도적인 표차로 통과되었지만, 아서는 20년 금지 조치가 1880년의 재협상된 조약을 위반한다고 믿어 법안에 거부권을 행사했다. 그 조약은 "합리적인" 이민 중단만을 허용했다. 동부 신문들은 거부권을 칭찬했지만, 서부 주에서는 비난받았다. 의회는 거부권을 무효화할 수 없었지만, 이민 금지 기간을 10년으로 줄인 새로운 법안을 통과시켰다. 아서는 중국인 이민자에게 시민권을 부인하는 것에 여전히 반대했지만, 1882년 5월 6일 중국인 배척법에 서명하여 타협안에 동의했다.

## 해군 개혁

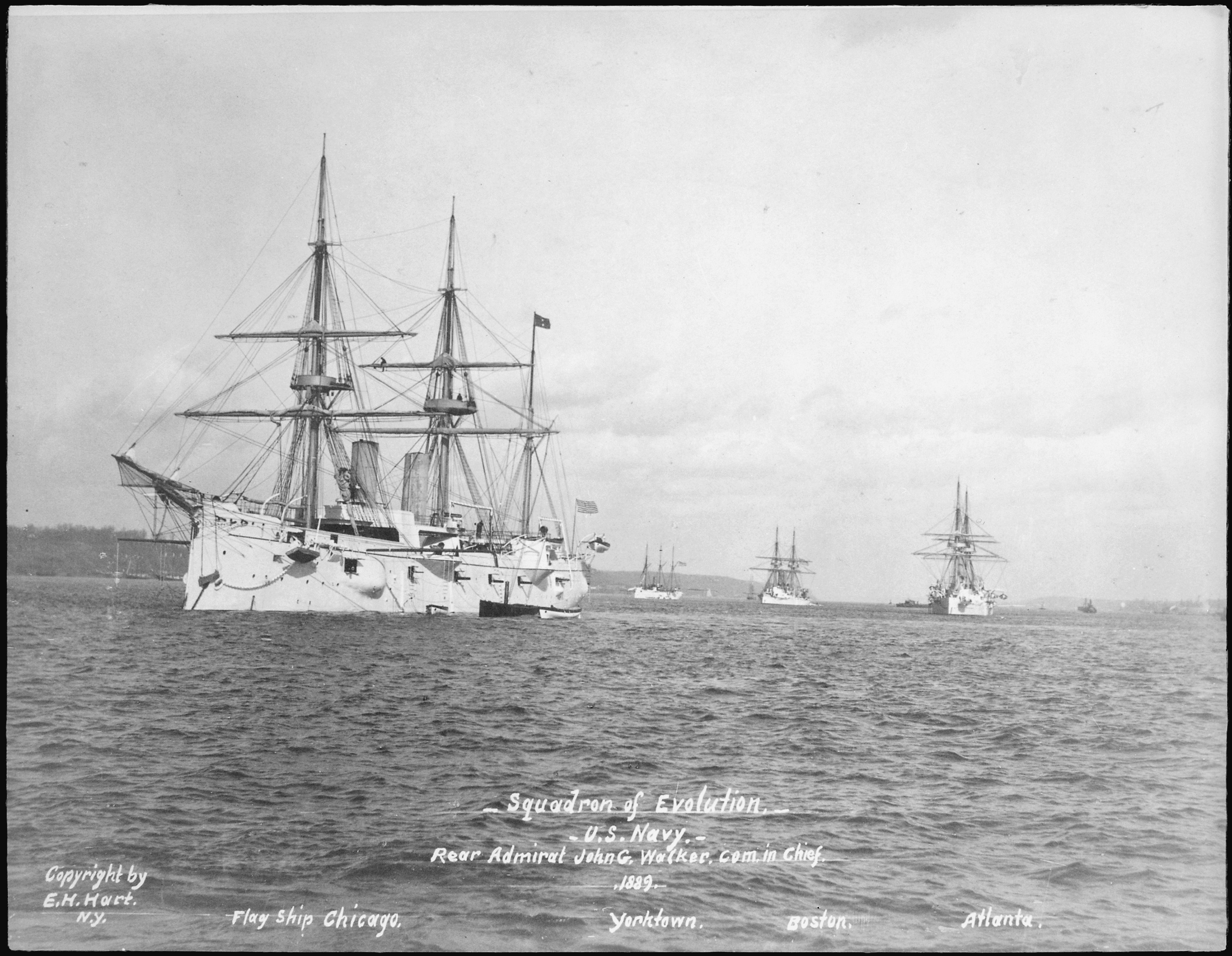
1889년 요크타운이 추가된 후 정박해 있는 "진화 전대": 시카고, 요크타운, 보스턴, 애틀랜타

남북 전쟁 이후 몇 년 동안 미국 해군의 해군력은 급격히 감소하여 거의 700척에 달하던 함정이 52척으로 줄어들었으며, 대부분은 노후화된 것이었다. 가필드와 아서가 선출되기 전 15년 동안 국가의 군사적 초점은 대양보다는 서부의 미국 인디언 전쟁에 있었지만, 이 지역이 점차 평화로워지면서 많은 의원들은 해군의 열악한 상태에 대해 우려하게 되었다. 1881년 국정연설에서 아서는 더 강력한 해군을 옹호했다. 가필드의 해군장관 윌리엄 H. 헌트는 해군 개혁을 옹호했고, 그의 후임자인 윌리엄 E. 챈들러는 현대화에 대한 보고서를 작성하기 위해 자문 위원회를 임명했다. 보고서의 제안을 바탕으로 의회는 아서가 서명한 세 척의 강철 방호순양함 (애틀랜타, 보스턴, 시카고)과 무장 강철 급파함 (돌핀)을 건조하기 위한 자금을 할당했는데, 이들은 통칭하여 ABCD 함선 또는 진화 전대로 알려져 있다. 아서는 챈들러의 강력한 미 해군 행정을 전폭적으로 지지했다. 챈들러는 구식 목재 및 캔버스 함선을 지지하는 해군 장교단을 숙청하고 미국 해군참모대학교를 창설했다. 또한 챈들러는 법에 의해 허가된 대로 수리 비용이 가치보다 큰 오래된 함선을 폐기했다.
의회는 또한 1877년 이후 미완성 상태였던 4척의 모니터함 (퓨리턴, 암피트라이트, 모나드녹, 테러)를 재건하기 위한 자금을 승인했다. 아서는 이러한 노력을 강력히 지지했는데, 강화된 해군이 국가의 안보를 증진시킬 뿐만 아니라 미국의 위신도 높일 것이라고 믿었다. ABCD 함선을 건조하는 계약은 모두 최저 입찰자인 펜실베이니아 체스터의 존 로치 앤 선즈에 낙찰되었다. 비록 로치가 한때 챈들러 장관을 로비스트로 고용했음에도 불구하고 말이다. 민주당은 "신해군" 프로젝트에 반대했고, 제48대 의회를 장악했을 때 7척의 추가 강철 군함을 위한 자금 지원을 거부했다. 추가 함선이 없었음에도 불구하고, 몇 차례의 건설 지연 끝에 1889년 마지막 신함이 취역하면서 해군의 상태는 개선되었다.

### 그리얼리 북극 탐험 구조 (1884)

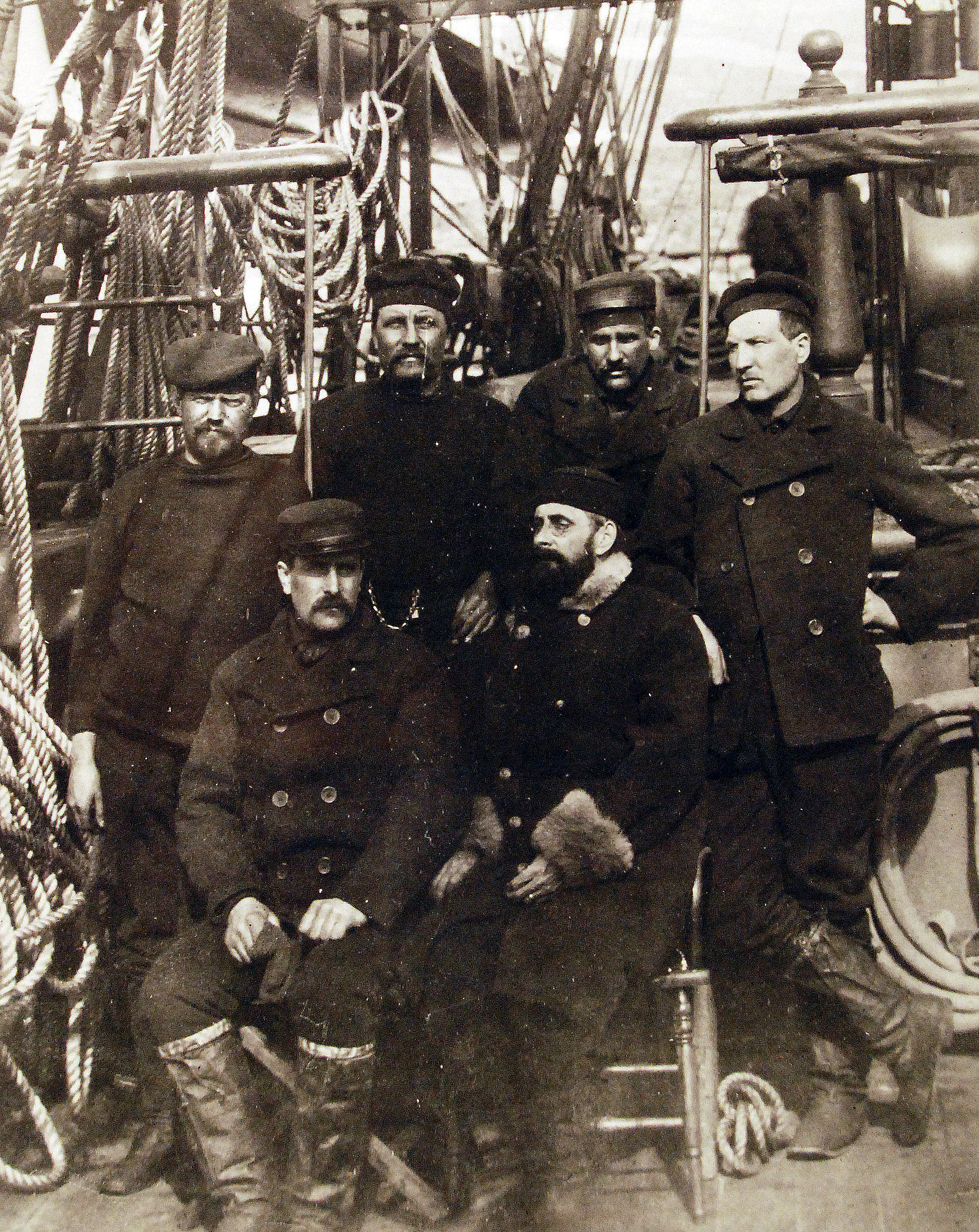
그리얼리 북극 탐험의 생존자 6명.

미국 신호대 그리얼리 과학 북극 탐험대는 1881년 캐나다 북부의 엘즈미어섬에 주둔하고 있었다. 예정된 보급선은 1882년과 1883년 여름에 해빙으로 인해 탐험대에 도달할 수 없었고, 탐험대는 심각한 상황에 처한 것으로 추정되었다. 1883년 12월 17일, 아서 대통령은 육군장관 링컨과 해군장관 챈들러에게 그리얼리 일행을 구출하는 방법에 대한 권고를 하기 위해 육군-해군 합동 위원회를 설립했다. 위원회의 조사 결과는 1884년 2월 13일 의회에서 승인되었다. 링컨은 챈들러와 적극적으로 협력했으며, 챈들러는 윈필드 스키 사령관에게 1884년 그리얼리 구호 임무를 지휘하도록 지시했다. 챈들러는 구호 노력에 아낌없이 돈을 썼고, 그리얼리 구호 법안이 통과되기 전에 스코틀랜드 소유주 월터 그리브로부터 최고의 실러선 중 하나인 USS 베어를 10만 달러에 구입했다.
챈들러는 해군부의 모든 부하들에게 그리얼리 탐험대 구호에 전념할 것을 강력히 요구했다. 1884년 7월 17일, 그리얼리 일행을 구출한 후, 셸리는 세인트존스, 뉴펀들랜드 식민지에 도착하여 구조 작전이 성공적이었다고 챈들러에게 전보를 보냈다. 구출된 7명 중 조셉 엘리슨은 7월 8일에 여러 차례 절단 수술을 받은 후 사망했다. 증거는 그들이 식인을 통해 살아남았음을 시사했다.

### 그리얼리 탐험 구조 언급
아서는 의회에 대한 네 번째 연례 연설에서 그리얼리 탐험대 구조에 두 단락을 할애했다.
"1884년 2월 13일 승인된 의회 공동 결의에 따라, 레이디 프랭클린 베이에서 그의 지휘 아래 과학 관측에 참여했던 육군 중위 A. W. 그리얼리와 그 일행을 구호하기 위한 해군 탐험대가 구성되었습니다. 함대는 영국에서 구매한 증기 밀수선 테티스, 뉴펀들랜드 세인트존스에서 구매한 베어, 그리고 영국 정부에서 아낌없이 제공한 앨러트로 구성되었습니다. 탐험 준비는 해군장관의 적극적인 협력으로 신속하게 이루어졌습니다. 조지 W. 코핀 사령관이 앨러트의 지휘를 맡았고 윌리엄 H. 에모리 중위가 베어의 지휘를 맡았습니다. 테티스는 윈필드 S. 스키 사령관에게 맡겨졌으며, 그에게는 전체 탐험의 감독 임무도 부여되었습니다."

"우페르나빅에 도착하자마자 함대는 위험한 멜빌 베이 항해를 시작했고, 모든 장애물에도 불구하고 6월 22일 리틀턴 섬에 도달했습니다. 이는 이전에 어떤 선박도 도달하지 못했던 시기보다 2주나 빠른 것이었습니다. 같은 날 케이프 세이빈으로 건너갔고, 그곳에서 그리얼리 중위와 그의 일행의 다른 생존자들이 발견되었습니다. 생존자와 사망자 시신을 배에 태운 후, 구호선은 세인트존스를 향해 항해했고, 7월 17일에 도착했습니다. 그들은 8월 1일 뉴햄프셔주 포츠머스에서, 8월 8일 뉴욕에서 적절한 환영을 받았습니다. 시신 중 하나는 전자에서 상륙했습니다. 나머지는 거버너스 섬에 상륙했으며, 그 중 하나를 제외하고는 국립묘지에 안장되었고, 친구들이 지정한 목적지로 보내졌습니다. 이 구호 탐험의 조직과 수행은 성공에 기여한 모든 사람들에게 큰 영광을 안겨줍니다."

## 시민권과 남부

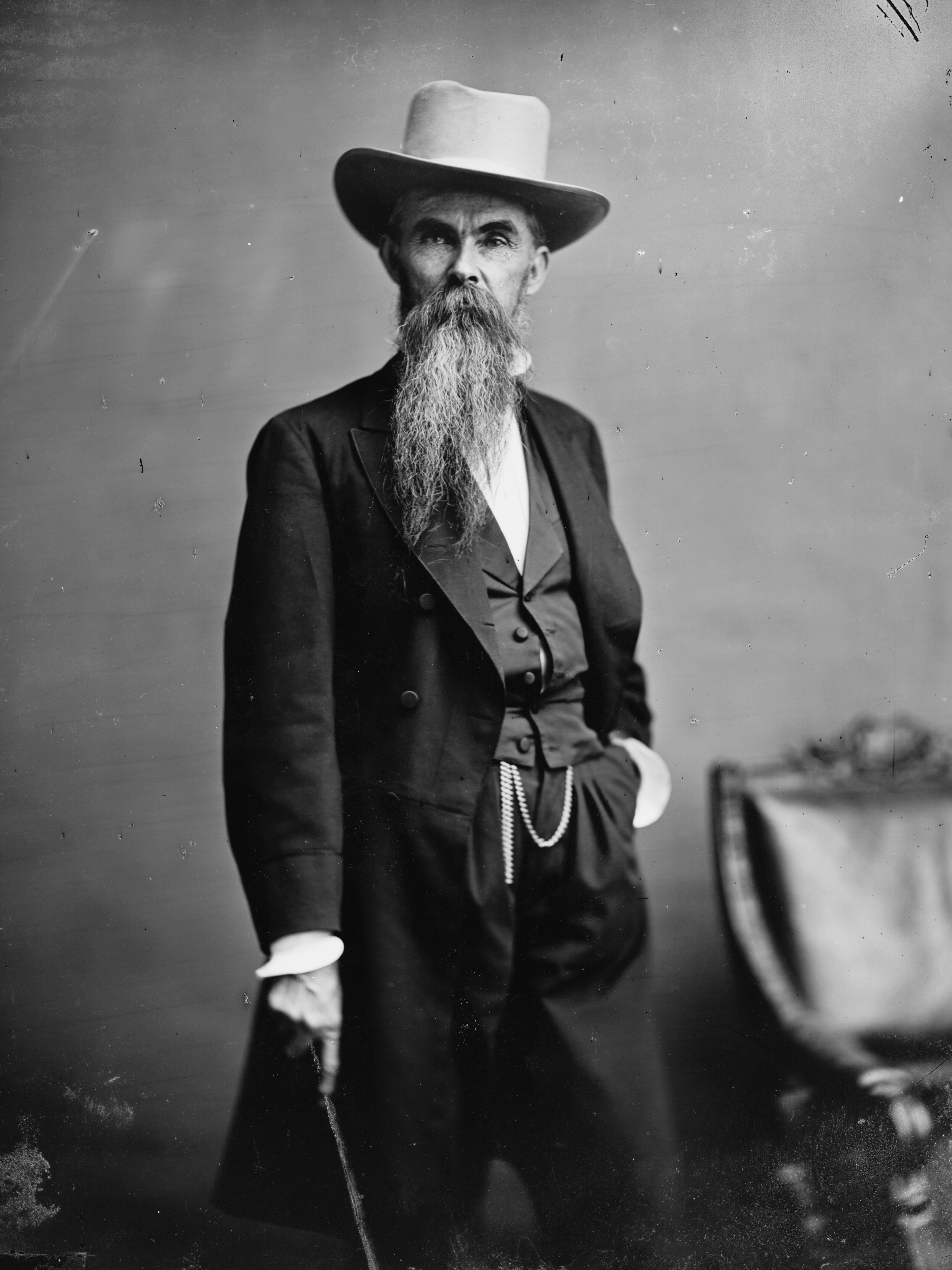
리저스터당 지도자 윌리엄 마혼은 버지니아에서 시민권을 주장했다.

공화당 선임자들처럼 아서는 당이 남부에서 민주당에 어떻게 도전해야 하는지, 그리고 흑인 남부인들의 시민권을 어떻게 보호해야 하는지(또는 전혀 보호하지 않아도 되는지)에 대한 문제로 고심했다. 재건이 끝난 이후, 보수적인 백인 민주당원(또는 "부르봉 민주당원")이 남부에서 권력을 되찾았고, 이 지역의 주요 지지층인 흑인들은 선거권이 박탈되면서 공화당은 급격히 쇠퇴했다. 민주당 일색의 남부에 균열이 생긴 것은 버지니아에서 새로운 정당인 리저스터당의 성장이었다. 교육 자금 증액(흑인 및 백인 학교 모두에 해당)과 인두세 및 태형대 폐지를 공약으로 내걸고 버지니아 주 선거에서 승리한 후, 많은 북부 공화당원들은 리저스터당을 쇠퇴한 남부 공화당보다 남부에서 더 실현 가능한 동맹으로 보았다. 아서도 이에 동의하여 버지니아의 연방 후원금을 공화당 대신 리저스터당을 통해 지시했다. 그는 다른 남부 주에서도 같은 방식을 따르며 무소속 및 그린백당 당원들과 연합을 형성했다. 일부 흑인 공화당원들은 실용적인 전략에 배신감을 느꼈지만, 다른 이들(프레더릭 더글러스와 전 상원의원 블랜치 브루스 포함)은 남부 무소속 의원들이 민주당원들보다 더 자유로운 인종 정책을 가지고 있었기 때문에 행정부의 조치를 지지했다. 그러나 아서의 연합 정책은 버지니아에서만 성공적이었고, 1885년까지 리저스터 운동은 붕괴되기 시작했다.
흑인들을 위한 다른 연방 조치도 마찬가지로 비효율적이었다. 대법원이 시민권 사건 (1883년)에서 1875년 시민권법을 폐지했을 때, 아서는 의회에 보내는 메시지에서 그 결정에 대한 자신의 반대 의견을 표명했지만, 의회가 그 대신 어떤 새로운 법안도 통과시키도록 설득하지 못했다. 1875년 시민권법은 공공 숙박 시설에서의 차별을 금지했으며, 그 폐지는 짐 크로우 시대의 분리와 차별의 부상에 중요한 요소였다. 그러나 아서는 존슨 휘태커라는 흑인 웨스트포인트 사관생도에 대한 군사법원 판결을 뒤집는 데 효과적으로 개입했는데, 이는 육군 법무감 데이비드 G. 스왐이 휘태커에 대한 검찰의 주장이 불법적이고 인종차별에 기반한 것임을 발견한 후였다.
행정부는 서부에서 다른 도전에 직면했는데, 그곳에서 예수 그리스도 후기 성도 교회는 유타 준주에서 복혼 관행을 중단하라는 정부의 압력을 받고 있었다. 가필드는 복혼이 범죄 행위이며 가족 가치에 도덕적으로 해롭다고 믿었고, 아서의 견해는 한 번은 그의 전임자의 견해와 일치했다. 1882년, 그는 에드먼즈 법에 서명하여 법으로 제정했다. 이 법안은 복혼을 연방 범죄로 규정하여 복혼자들을 공직과 투표권 모두에서 금지했다.

## 아메리카 원주민 정책
아서 행정부는 서부 아메리카 원주민 부족과의 관계 변화에 직면했다. 미국 인디언 전쟁이 끝나가면서 대중의 정서는 아메리카 원주민에 대한 더 호의적인 대우로 바뀌고 있었다. 아서는 의회에 아메리카 원주민 교육에 대한 자금 지원을 늘리도록 촉구했고, 의회는 1884년에 그가 원하는 만큼은 아니었지만 그렇게 했다. 그는 또한 부족이 아닌 개별 아메리카 원주민이 땅을 소유하는 할당 시스템으로의 전환을 선호했다. 아서는 자신의 행정부 동안 의회를 설득하여 이 아이디어를 채택하도록 하지 못했지만, 1887년 도스 법은 그러한 시스템을 선호하도록 법을 변경했다. 할당 시스템은 당시 자유주의 개혁가들에게 선호되었지만, 결국 대부분의 토지가 백인 투기꾼에게 저렴한 가격으로 재판매되면서 아메리카 원주민에게 해로운 것으로 판명되었다. 아서의 대통령 재임 기간 동안 정착민과 소 목장주들은 아메리카 원주민 영토를 계속 침범했다. 아서는 처음에는 그들의 노력을 저항했지만, 할당 반대자인 텔러 내무장관이 그 땅들이 보호되지 않는다고 확신시킨 후, 아서는 1885년 행정 명령으로 다코타 준주의 크로 크릭 보호구역을 정착민들에게 개방했다. 아서의 후임자인 그로버 클리블랜드는 소유권이 아메리카 원주민에게 있음을 확인한 후 몇 달 후 명령을 철회했다.

## 건강, 여행, 그리고 1884년 선거

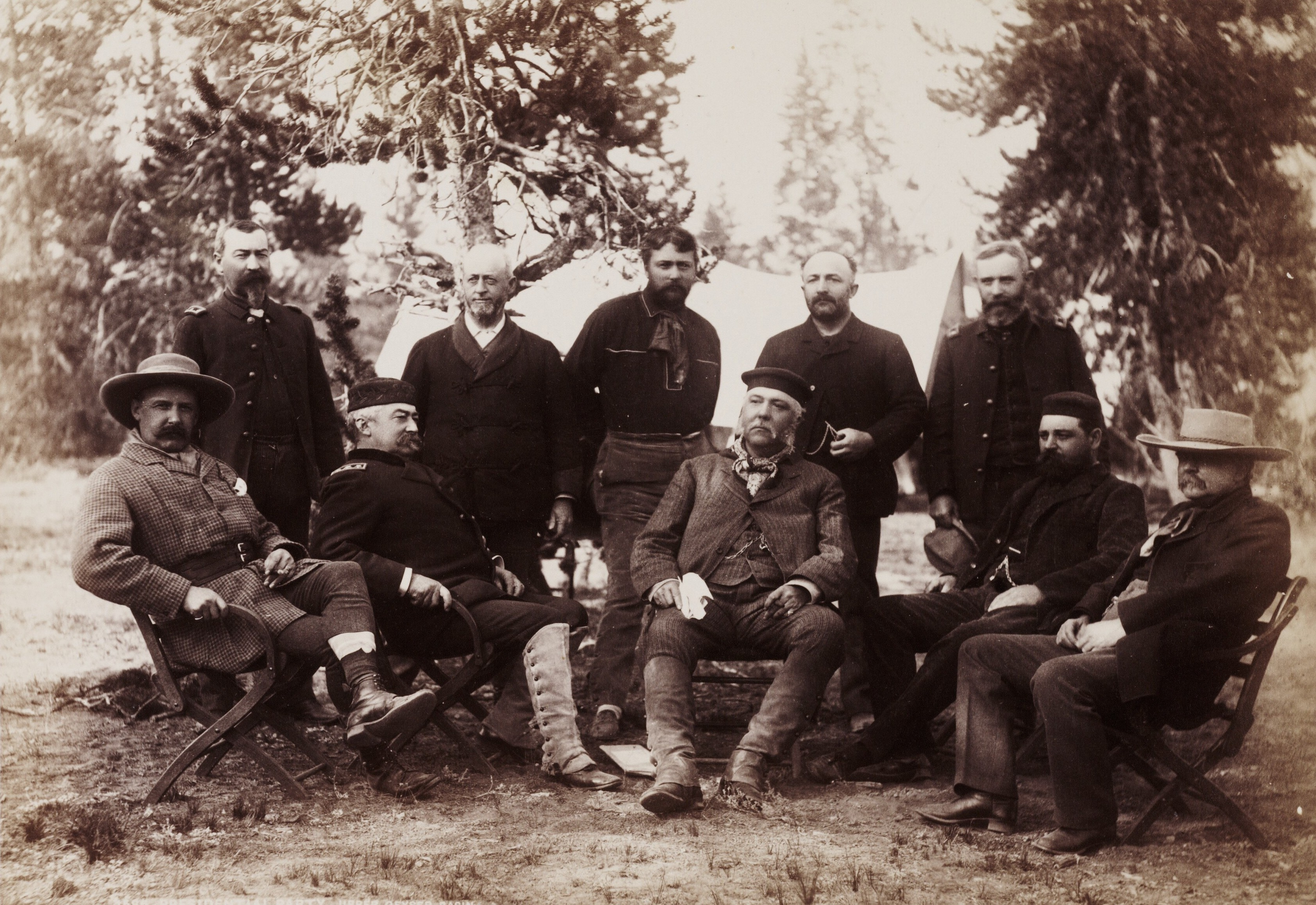
필립 셰리든과 로버트 토드 링컨과 함께 옐로스톤 국립공원 탐험 중인 아서

### 건강 악화
대통령이 된 직후, 아서는 브라이트병으로 진단받았는데, 이는 현재 신장염으로 불리는 콩팥 질환이다. 그는 자신의 상태를 비밀로 유지하려고 노력했지만, 1883년경부터 그의 질병에 대한 소문이 돌기 시작했다. 그는 더 야위고 늙어 보였으며, 대통령직을 유지하는 데 어려움을 겪었다. 워싱턴의 제약을 벗어나 건강을 되찾기 위해 아서와 몇몇 정치 친구들은 1883년 4월 플로리다로 여행을 갔다. 이 휴가는 정반대의 효과를 가져왔고, 아서는 워싱턴으로 돌아오기 전에 극심한 고통에 시달렸다. 플로리다에서 돌아온 직후, 아서는 고향인 뉴욕시를 방문하여 브루클린교 개통식을 주재했다. 7월에는 미주리 상원의원 조지 그레이엄 베스트의 조언에 따라 옐로스톤 국립공원을 방문했다. 기자들은 대통령 일행과 동행하여 새로운 국립공원 시스템을 홍보하는 데 도움이 되었다. 옐로스톤 여행은 플로리다 여행보다 아서의 건강에 더 유익했으며, 그는 두 달간의 여행 후 활력을 되찾고 워싱턴으로 돌아왔다.

### 1884년 선거
선거가 다가오면서 아서는 1880년 헤이스처럼 1884년 후보 지명을 얻기 어려울 것이라는 것을 깨달았다. 1884년 공화당 전당대회를 앞둔 몇 달 동안, 제임스 G. 블레인이 지명 후보로 떠올랐지만, 아서는 재선에 대한 희망을 완전히 포기하지 않았다. 그러나 아서에게는 주요 당파 중 어느 누구도 그에게 전폭적인 지지를 보낼 준비가 되어 있지 않다는 것이 분명해졌다. 하프브리드는 다시 블레인 뒤에 굳건히 서 있었고, 스털워트는 결정을 내리지 못했다. 일부 스털워트는 아서를 지지했지만, 다른 이들은 일리노이 상원의원 존 A. 로건을 지지했다. 아서가 공무원 개혁을 지지한 후 그에게 더 우호적이었던 개혁 지향적인 공화당원들은 오랫동안 그들의 대의를 지지했던 버몬트 상원의원 조지 F. 에드먼즈보다 아서의 개혁 자질을 충분히 확신하지 못했다. 일부 기업 지도자들과 아서의 엽관 통제 덕분에 일자리를 얻은 남부 공화당원들도 아서를 지지했지만, 그들이 그를 중심으로 결집하기 시작할 무렵, 아서는 후보 지명을 위한 진지한 선거 운동을 하지 않기로 결정했다. 그는 선거 운동을 포기하는 것이 자신의 재임 중 행동에 의문을 제기하고 건강에 대한 의문을 불러일으킬 것이라고 믿으며 형식적인 노력을 계속했지만, 6월에 전당대회가 시작될 무렵에는 그의 패배가 확실해졌다. 블레인은 첫 투표에서 선두를 달렸고, 네 번째 투표에서 다수를 얻었다. 아서는 블레인에게 축하 전보를 보내고 평온하게 패배를 받아들였다. 아서는 전임자의 사망 후 대통령직을 승계했지만, 당의 전체 임기 지명을 거부당한 가장 최근의 인물이다.

민주당원 그로버 클리블랜드는 1884년 선거에서 공화당원 제임스 G. 블레인을 물리쳤다.

아서는 1884년 선거 운동에 아무런 역할을 하지 않았는데, 블레인은 나중에 그 해 11월 민주당 후보인 그로버 클리블랜드에게 패한 이유를 아서 탓으로 돌렸다. 블레인의 선거 운동은 펜들턴법이 공공 부패를 충분히 줄이지 못했다고 믿는 공화당원 그룹인 머그웜프의 이탈로 인해 손상되었다. 블레인은 또한 스윙 스테이트인 뉴욕에서 로마가톨릭주의에 대한 공격에서 자신을 멀리하지 못하여 결정적인 실수를 저질렀다. 클리블랜드는 견고한 남부를 휩쓸었고, 북부 주에서 충분한 승리를 거두어 선거인단 다수를 차지했다. 뉴욕에서 단 1,000표만 바뀌었어도 블레인은 대통령이 될 수 있었다. 클리블랜드의 승리는 그가 남북 전쟁 이후 처음으로 대통령 선거에서 승리한 민주당원이 되게 했다.

## 역사적 평가

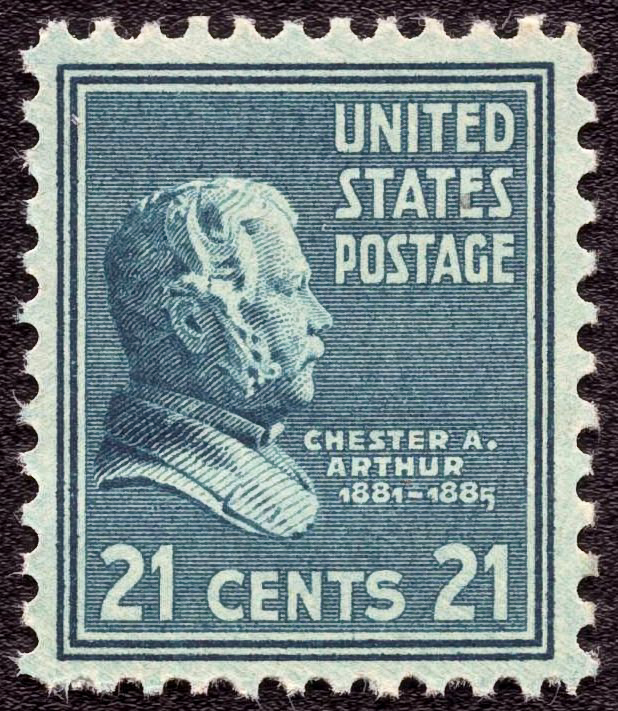
아서는 1938년 대통령 시리즈의 21센트 미국 우표에 등장한다.

아서의 미미한 생애 인기는 역사가들의 평가에도 이어졌고, 퇴임 후 그의 명성은 사라졌다. 1935년까지 역사가 조지 F. 하우는 아서가 "미국 역사에서 중요한 역할에 비례하여 이상하게도 무명에 가까운" 인물이 되었다고 말했다. 그러나 1975년에는 토마스 C. 리브스가 아서의 "임명은 화려하지는 않았지만 이례적으로 건전했으며, 당시 비즈니스와 정치를 지배했던 부패와 스캔들이 그의 행정부를 더럽히지 않았다"고 썼다. 2004년 전기 작가 자카리 카라벨이 썼듯이, 아서는 "육체적으로 지치고 감정적으로 힘들었지만, 국가를 위해 옳은 일을 하려고 노력했다." 실제로 하우는 이전에 "아서는 자신의 정치적 행동을 위한 [규범]을 채택했지만 세 가지 제약을 받았다. 그는 모든 사람에게 자신의 말을 지켰고, 부패한 뇌물에서 철저히 자유로웠으며, 친절하고 상냥하더라도 개인적인 품위를 유지했다. 이러한 제약들은 ... 그를 전형적인 정치인과 명확하게 구분했다"고 추측했다. 아서에 대한 최종 평가에서 카라벨은 아서가 위대함을 달성할 비전이나 성격의 힘이 부족했지만, 평화와 번영의 시대를 주재한 공로를 인정받을 만하다고 주장한다.
역사가 및 정치학자들의 설문조사에서는 일반적으로 아서를 평균 이하의 대통령으로 평가한다. 미국정치학회 대통령 및 행정 정치 섹션의 2018년 설문조사에서는 아서를 29번째로 좋은 대통령으로 평가했다. 2017년 C-SPAN 설문조사에서는 체스터 아서가 역대 대통령 중 하위 3분의 1에 속하며, 마틴 밴 뷰런 바로 아래, 허버트 후버 바로 위에 랭크되었다. 이 설문조사는 91명의 대통령 역사가들에게 43명의 전직 대통령(당시 퇴임하는 버락 오바마 포함)을 다양한 범주에서 평가하여 종합 점수를 산출하고 전체 순위를 결정하도록 요청했다. 아서는 모든 전직 대통령 중 35위(2009년 및 2000년에는 32위)를 차지했다. 이 최신 설문조사에서 그의 각 범주별 순위는 다음과 같다: 대중 설득 (37), 위기 리더십 (32), 경제 관리 (31), 도덕적 권위 (35), 국제 관계 (35), 행정 능력 (28), 의회와의 관계 (29), 비전/의제 설정 (34), 만인을 위한 평등한 정의 추구 (27), 시대 맥락에서의 성과 (32).

## 내용주
1. ↑  아서는 제임스 A. 가필드의 부통령이었고 1881년 9월 19일 가필드의 사망으로 대통령직을 승계했다. 이는 1967년 미국 수정 헌법 제25조가 채택되기 전이었고, 부통령직의 공석은 다음 선거와 취임 때까지 채워지지 않았다.
2. ↑  한 번의 대통령 취임 선서는 주 법원 판사에 의해 뉴욕시의 뉴욕주 판사에 의해 주관되었다: 1789년 페더럴 홀에서 로버트 리빙스턴, 뉴욕 대법관은 조지 워싱턴에게 첫 번째 대통령 취임 선서를 주관했다. 대통령 취임 선서는 나중에 존 캘빈 쿨리지 시니어가 공증인으로서 1923년 캘빈 쿨리지의 취임 선서에 주관했다. 쿨리지는 나중에 연방 판사 앞에서 다시 선서를 했다.
3. ↑  아서는 처음에 뉴욕에서 그의 후원자였던 에드윈 D. 모건에게 그 직책을 제안했다. 모건은 상원의 승인을 받았지만 나이를 이유로 거절했다.[24]
4. ↑  중국계 미국인에게 시민권을 부인하는 법의 일부는 나중에 1898년 미국 대 웡 킴 아크 사건에서 위헌으로 판결되었다. 중국인 이민은 1942년 매그너슨 법이 통과될 때까지 금지되었다.
5. ↑  아서는 또한 1임기 이하를 지낸 현직 대통령으로서 당의 지명을 거부당한 가장 최근의 인물이다.[99] 린든 B. 존슨을 포함한 더 최근의 현직 대통령들은 1임기 이상을 지낸 후 당의 지명을 성공적으로 얻지 못했다.

## 참고 문헌

### 서적
- Abbot, Willis J. (1896). 《The Naval History of the United States》 2. Peter Fenelon Collier. OCLC 3453791.
- Ayers, Edward L. (2007) [1992]. 《The Promise of the New South: Life After Reconstruction》. New York: Oxford University Press, USA. ISBN 978-0-19-532688-8.
- Doenecke, Justus D. (1981). 《The Presidencies of James A. Garfield and Chester A. Arthur》. Lawrence, Kansas: University Press of Kansas. ISBN 978-0-7006-0208-7.
- Feldman, Ruth Tenzer (2006). 《Chester A. Arthur》. Twenty-First Century Books. ISBN 978-0-8225-1512-8.
- Graff, Henry F., ed. The Presidents: A Reference History (3rd ed. 2002)  online
- Hoogenboom, Ari (1995). 《Rutherford Hayes: Warrior and President》. Lawrence, Kansas: University Press of Kansas. ISBN 978-0-7006-0641-2.
- Howe, George F. (1966) [1935]. 《Chester A. Arthur, A Quarter-Century of Machine Politics》. New York: F. Ungar Pub. Co. ASIN B00089DVIG.
- Karabell, Zachary (2004). 《Chester Alan Arthur》. New York: Henry Holt & Co. ISBN 978-0-8050-6951-8.
- Pletcher, David M. The Awkward Years: American Foreign Relations under Garfield and Arthur (U of Missouri Press, 1962). online
- Reeves, Thomas C. (1975). 《Gentleman Boss: The Life of Chester A. Arthur》. New York: Alfred A. Knopf. ISBN 978-0-394-46095-6.
- Weisberger, Bernard A. (2002).  Henry F. Graff, 편집. 《The Presidents A Reference History James A. Garfield and Chester A. Arthur》. Charles Scribners's Sons.
- White, Richard (2017). 《The Republic for Which It Stands: The United States During Reconstruction and the Gilded Age: 1865–1896》. New York: Oxford University Press. ISBN 9780190619060.

### 기사
- Bastert, Russell H. (March 1956). 《Diplomatic Reversal: Frelinghuysen's Opposition to Blaine's Pan-American Policy in 1882》. 《The Mississippi Valley Historical Review》 42. 653–671쪽. doi:10.2307/1889232. JSTOR 1889232.
- “체스터 A. 아서”. New York City Statues. 2012년 10월 13일에 원본 문서에서 보존된 문서. 2012년 10월 18일에 확인함.
- Clary, Zachary. "A Smoking Gun and a Woman’s Touch: President Chester Arthur’s Transformation that Reformed American Politics in the Late Nineteenth Century." Penn History Review 27.1 (2021): 6+. online
- Hutchinson, C.P. (April 1947). 《The Present Status of Our Immigration Laws and Policies》. 《The Milbank Memorial Fund Quarterly》 25. 161–173쪽. doi:10.2307/3348178. JSTOR 3348178.
- Gaughan, Anthony J. "Chester Arthur's Ghost: A Cautionary Tale of Campaign Finance Reform." Mercer Law Review 71 (2019): 779+.
- Todd, A. L. (June 1960). “Ordeal In The Arctic”. 《American Heritage》. 11권 4호. 2022년 12월 27일에 확인함.
- Marszalek, John F. Jr. (August 1971). 《A Black Cadet At West Point》. 《American Heritage》 22.
- “올버니 기념비” (PDF). 《The New York Times》. 1894년 1월 7일.
- Perry, Warren (2023년 1월 8일). “Chester Arthur: A Birthplace Controversy, 1880”. National Portrait Gallery Smithsonian. 2023년 1월 8일에 원본 문서에서 보존된 문서. 2023년 1월 17일에 확인함.
- Reeves, Thomas C. (Summer 1972). 《The Search for the Chester Alan Arthur Papers》. 《The Wisconsin Magazine of History》 55. 310–319쪽. JSTOR 4634741.
- Reeves, Thomas C. (Autumn 1970). 《The Mystery of Chester Alan Arthur's Birthplace》. 《Vermont History》 38. 300쪽.
- Stuart, Paul (September 1977). 《United States Indian Policy: From the Dawes Act to the American Indian Policy Review Commission》. 《Social Service Review》 51. 451–463쪽. doi:10.1086/643524. JSTOR 30015511. S2CID 143506388.
- Theriault, Sean M. (February 2003). 《Patronage, the Pendleton Act, and the Power of the People》. 《The Journal of Politics》 65. 50–68쪽. doi:10.1111/1468-2508.t01-1-00003. JSTOR 3449855. S2CID 153890814.
- Jampoler, Andrew C.A. (August 2010). “Disaster at Lady Franklin Bay”. 《Naval History Magazine》. 24권 4호 (U.S. Naval Institute). 2022년 12월 25일에 확인함.
- Arrington, Benjamin T. (2016년 10월 5일). “President Chester A. Arthur”. We're History. 2023년 2월 1일에 확인함.
- “Chester A. Arthur Fourth Annual Message”. The American Presidency Project. 1884년 12월 1일. 2023년 1월 25일에 확인함.